# L'Aiguillon-la-Presqu'île
L'Aiguillon-la-Presqu'île is een fusiegemeente (commune nouvelle) in het Franse departement Vendée (regio Pays de la Loire). De plaats maakt deel uit van het arrondissement Fontenay-le-Comte. L'Aiguillon-la-Presqu'île is op 1 januari 2022 ontstaan door de fusie van de gemeenten L'Aiguillon-sur-Mer en La Faute-sur-Mer.  